# John Gell

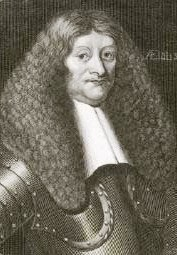
Sir John Gell, 1. Baronet

Sir John Gell, 1. Baronet  (* 22. Juni 1593 in Hopton; † 26. Oktober 1671 in London) war ein englischer Politiker und Feldherr.
John Gell wurde 1593 als Sohn von Thomas Gell und Millicent Sacheverell in Hopton Hall geboren. Seine Familie gehörte zu den wohlhabendsten von Derbyshire und lebte von der Schafzucht und Beteiligungen an Minen. Sein Vater starb schon ein Jahr nach seiner Geburt und er wuchs bei seiner Mutter und deren zweitem Ehemann John Curzon in Kedleston auf. 1609 heiratete er Elizabeth Willoughby, die Tochter von Sir Percival Willoughby.
John Gell machte politische Karriere. 1635 wurde er High Sheriff von Derbyshire und am 29. Januar 1642 erwarb er den erblichen Adelstitel eines Baronet, of Hopton in the County of Derby. Beim Ausbruch des Englischen Bürgerkriegs griff Gell an der Seite der Roundheads in die Kampfhandlungen ein. Er war als Oberster Kommandeur für die Verteidigung von Derbyshire zuständig und führte die Parlamentstruppen zum Sieg bei der Schlacht von Hopton Heath 1643. Im Oktober 1644 starb seine Frau und er heiratete die Witwe von Sir John Stanhope. Gells Truppen waren bei der Zivilbevölkerung gefürchtet, da sie plündernd durch die Grafschaften zogen. Der herrschsüchtige Gell kam in Konflikt mit dem Parlament und wurde gestürzt. Sein Versuch sich mit 300 Pfund bei Karl I. freizukaufen, um so ohne Folgen von den Roundheads zu den Royalisten wechseln zu können, scheiterte. Er wurde wegen Verrats angeklagt und 1650 im Tower of London inhaftiert. 1660 wurde er von Karl II. begnadigt und lebte bis zu seinem Tod in London.